# Uroconger
Uroconger is een geslacht van straalvinnige vissen uit de familie van zeepalingen (Congridae). Het geslacht is voor het eerst wetenschappelijk beschreven in 1856 door Johann Jakob Kaup.

## Soorten
- Uroconger drachi (Blache & Bauchot, 1976)
- Uroconger erythraeus Castle, 1982
- Uroconger lepturus (Richardson, 1845)
- Uroconger syringinus Ginsburg, 1954